# Ischiopsopha nigriloba
Ischiopsopha nigriloba är en skalbaggsart som beskrevs av Conrad Ritsema 1879. Ischiopsopha nigriloba ingår i släktet Ischiopsopha och familjen Cetoniidae. Utöver nominatformen finns också underarten I. n. soucioui.